# Renenutet
Renenutet ókori egyiptomi istennő, többnyire kígyó alakjában ábrázolták.

## Alakja az egyiptomi mitológiában
Férje Szobek isten, fia volt a gabonát megszemélyesítő Neper gyermekisten. Legkorábbi ábrázolásán, I. Szenuszert fáraó halotti templomának egyik festményén nőként jelenik meg, ureusszal a homlokán. A későbbi ábrázolásokon általában ágaskodó kobraként jelenik meg, fején napkoronggal és szarvakkal. Néha kígyófejű nőként is ábrázolják, vagy nőalakban, csecsemővel a karján.

## Szerepe
Az óbirodalom idején a király védelmezője volt, később szerepköre átalakult. Termékenységistennő és az aratás istennője lett. Egyúttal az emberek védelmezőjének, dajkájának is tekintették. Jelen volt a szülésnél, és ő adta az újszülöttnek a Ka lelket, valamint ő határozta meg későbbi életútját. A Halottak Könyve Ízisszel, Hórusz sólyomisten anyjával azonosította.

## Kultusza
Legnépszerűbb a mezőgazdasági munkát végzők között volt. A Középbirodalom korától bizonyíték van a kultuszára nézve, legjelentősebb kultuszhelye Dja városa volt, a mai Medinet Maadi. Tisztelték a szántóföldeken és szőlőskertekben felállított szentélyekben, szentélyeket helyeztek el a magtárakban is, tiszteletére. Aratáskor és szüretkor, a munka megkezdése előtt áldozatot mutattak be neki, himnuszokat is költöttek tiszteletére.